# Districte de Wasseramt

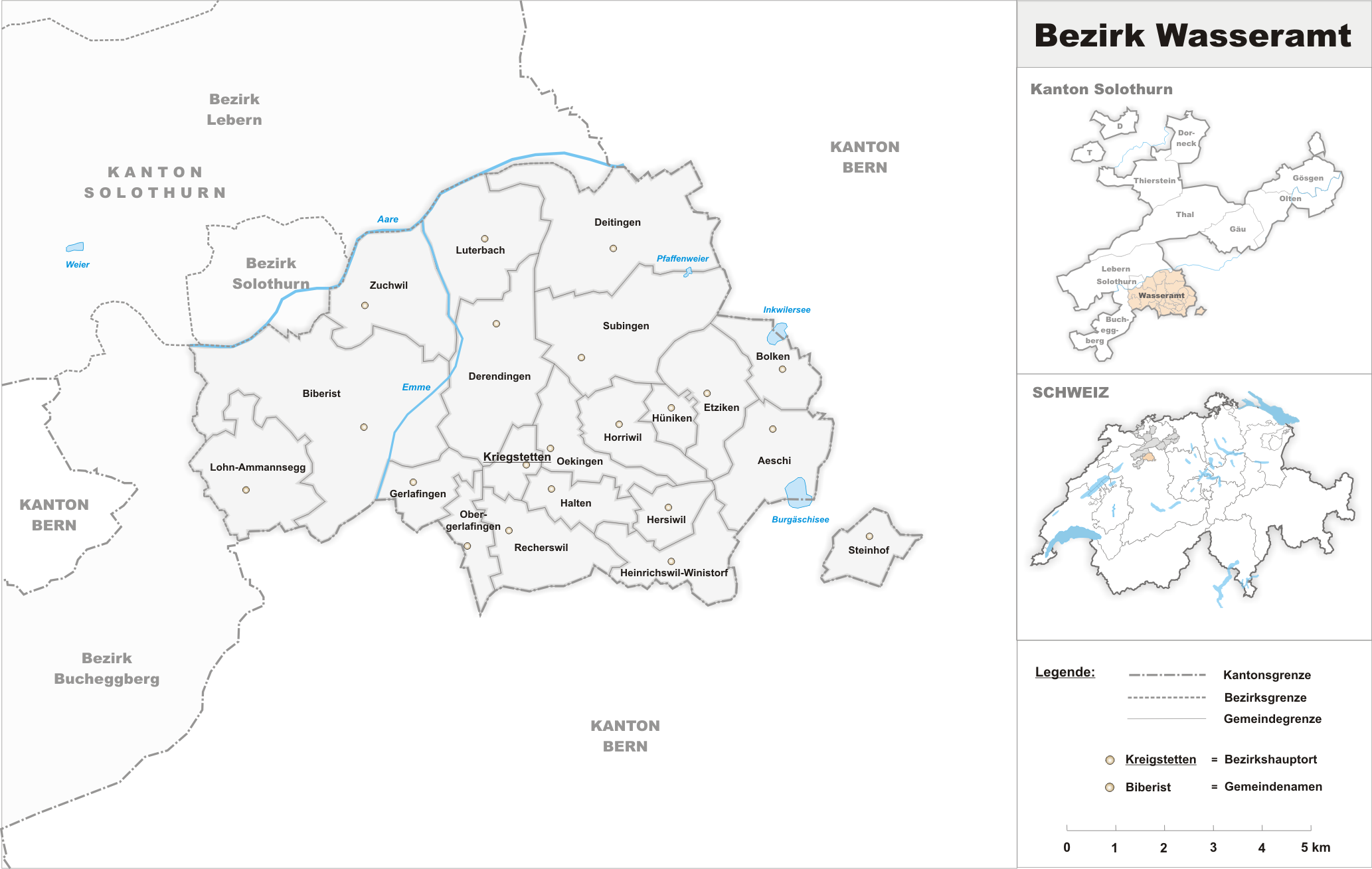
El districte de Wasseramt

El districte de Wasseramt és un dels deu districtes del cantó de Solothurn (Suïssa). Té una població de 48109 habitants (cens de 2007) i una superfície de 76.62 km². Està format per 21 municipis i el cap del districte és Kriegstetten.

## Municipis
- CH-4556 Aeschi
- CH-4562 Biberist
- CH-4556 Bolken
- CH-4543 Deitingen
- CH-4552 Derendingen
- CH-4554 Etziken
- CH-4563 Gerlafingen
- CH-4566 Halten
- CH-4558 Heinrichswil-Winistorf
- CH-4558 Hersiwil
- CH-4557 Horriwil
- CH-4554 Hüniken
- CH-4566 Kriegstetten
- CH-4573 Lohn-Ammannsegg
- CH-4542 Luterbach
- CH-4564 Obergerlafingen
- CH-4566 Oekingen
- CH-4565 Recherswil
- CH-4556 Steinhof
- CH-4553 Subingen
- CH-4528 Zuchwil